# Todos Estão Mudos
Todos Estão Mudos é a faixa de encerramento do álbum Chiaroscuro da Pitty. Essa faixa tinha como propósito divulgar o álbum pela rede de Internet, isso com a ajuda é claro, dos fãs da Pitty. A promoção visava  a distribuição de players com a música pela internet seja qual for o site, inclusive de relacionamento. A divulgação foi tão grande em que a imprensa já divulgava que Pitty tinha lançado outro single depois de Me Adora, sendo que nessa época Me Adora não era tão reconhecida no país., Pitty negou essas afirmações dizendo que era apenas uma promoção e divulgação do terceiro álbum da cantora. O fã que divulgasse mais o single pela internet tinha direito de assistir o show da Pitty.